# Nana Ioseliani
Nana Ioseliani, gruz. ნანა იოსელიანი (ur. 12 lutego 1962 w Tbilisi) – gruzińska szachistka, dwukrotna wicemistrzyni świata, arcymistrzyni od 1980 roku, posiadaczka męskiego tytułu mistrza międzynarodowego.

## Kariera szachowa
W latach 1978 i 1979 dwukrotnie zdobyła tytuł mistrzyni Europy juniorek, zaś w latach 1981 oraz 1982 zwyciężyła w mistrzostwach Związku Radzieckiego. W roku 1979 osiągnęła pierwszy sukces w rozgrywkach o mistrzostwo świata, zwyciężając w turnieju międzystrefowym w Rio de Janeiro. W roku 1980 pokonała pierwszych dwóch rundach meczów pretendentek Zsuzsę Veröci oraz Nonę Gaprindaszwili, ale w finałowym meczu pretendentek w roku 1981 uległa Nanie Aleksandrii. W kolejnym cyklu awansowała do II rundy spotkań, w której przegrała z Lidią Siemionową. W roku 1985 podzieliła w turnieju międzystrefowym w Hawanie III-V miejsce i nie awansowała do turnieju pretendentek w Malmö. Sztuka ta udała się jej w roku 1987, w którym zwyciężyła w turnieju międzystrefowym w Tuzli. Kolejny sukces odniosła rok później, zwyciężając (po dogrywce z Jeleną Achmyłowską) w turnieju kandydatek w Ckaltubo. W rozegranym w tym samym roku w Tel Awiwie meczu o mistrzostwo świata przegrała po zaciętym meczu 7½ - 8½ z Mają Cziburdanidze i zdobyła tytuł wicemistrzyni świata. W roku 1990 po raz kolejny wystąpiła w turnieju kandydatek, zajmując w Bordżomi IV miejsce. Kolejny cykl rozgrywek po raz drugi doprowadził ją do meczu o mistrzostwo świata: najpierw zajęła III miejsce w turnieju międzystrefowym w Suboticy (w roku 1991), a następnie II miejsce w turnieju kandydatek w Szanghaju (w roku 1992). Zgodnie z regulaminem, o prawo do gry z mistrzynią świata rozegrała dodatkowy mecz z Zsuzsą Polgár, który zakończył się remisem 6 - 6. O zwycięstwie w tym spotkaniu zadecydowało losowanie, które okazało się szczęśliwe dla Ioseliani. W roku 1993 w Monako spotkała się z Xie Jun, której uległa w stosunku 2½ - 8½. W kolejnych dwóch turniejach pretendentek w Tilburgu (1994) oraz Groningen (1997) zajęła odpowiednio VII i III miejsce, potwierdzając przynależność do ścisłej światowej czołówki. W latach 2000 i 2001 wystąpiła na mistrzostwach świata FIDE rozgrywanych systemem pucharowym, nie osiągając jednak sukcesów. Od roku 2003 nie występuje w szachowych turniejach.
W latach 1980–2002 ośmiokrotnie wystąpiła na olimpiadach szachowych (2 razy w barwach ZSRR i 6 – w barwach Gruzji), łącznie zdobywając 14 medali: 7 złotych (w tym 5 drużynowych i 2 indywidualne), 4 srebrne oraz 3 brązowe.
Najwyższy ranking w karierze osiągnęła 1 lipca 1997 r., z wynikiem 2520 punktów dzieliła wówczas 4-5. miejsce na świecie (za Judit i Zsuzsą Polgar oraz Mają Cziburdanidze, wspólnie z Pią Cramling).